# Xã Gibson, Michigan
Xã Gibson (tiếng Anh: Gibson Township) là một xã thuộc quận Bay, tiểu bang Michigan, Hoa Kỳ. Năm 2010, dân số của xã này là 1.210 người.